# Grand Prix Niemiec na żużlu
Grand Prix Niemiec w sporcie żużlowym to zawody z cyklu żużlowego Grand Prix.
Zawody o Wielką Nagrodę Niemiec organizowane były od chwili startu cyklu Grand Prix (od 1995). Przez cztery sezony zawody były organizowane w różnych miastach (dwa razy w Pocking, po razie w Abensbergu i Landshut. Były to kameralne stadiony, a same zawody nie cieszyły się dużą frekwencją. W 1999 zawody w Niemczech zastąpiła druga runda Grand Prix Polski.
Od 2001 cykl Grand Prix jest wprowadzany na wielkie stadiony. Podjęto się także próby reaktywacji Grand Prix Niemiec. 5 maja 2001 odbyła się pierwsza eliminacja Grand Prix na torze czasowym (stadion w Berlinie jest lekkoatletyczny – na warstwie tartanu położono kilka warstw desek i usypano nawierzchnię). Pierwsze zawody na torze czasowym wygrał Polak Tomasz Gollob. Drugi był Henrik Gustafsson, który w zawodach zastąpił kontuzjowanego Joe Screena.
GP Niemiec ponownie w kalendarzu znalazło się w GP 2007 w wyniku zwiększenia liczby eliminacji z dziesięciu do jedenastu. Zawody w Niemczech były historyczną, setną eliminacją Grand Prix (rozgrywanego od 1995). Za pierwsze miejsce w turnieju, zwycięzca otrzymał 100.000$. W 2016 Grand Prix Niemiec na żużlu powróciło do kalendarza poprzez usunięcie z kalendarza Grand Prix Finlandii. Areną zmagań został tor żużlowy Bergring Arena w Teterow.
W Niemczech popularniejsze od klasycznego żużla są jego odmiany: żużel na torach długich i na torach trawiastych.

## Podium
| Lp.        | Sezon | Miejscowość   | Stadion                    | Szczegóły |                         |                         |                         |
| ---------- | ----- | ------------- | -------------------------- | --------- | ----------------------- | ----------------------- | ----------------------- |
| 1. (3.)    | 1995  | Abensberg     | Motor                      | wyniki    | Tommy Knudsen           | Hans Nielsen            | Billy Hamill            |
| 2. (9.)    | 1996  | Pocking       | Rottal                     | wyniki    | Hans Nielsen            | Peter Karlsson          | Henrik Gustafsson       |
| 3. (15.)   | 1997  | Landshut      | Ellermühle                 | wyniki    | Hans Nielsen            | Brian Andersen          | Greg Hancock            |
| 4. (20.)   | 1998  | Pocking       | Rottal                     | wyniki    | Tony Rickardsson        | Jimmy Nilsen            | Billy Hamill            |
| 5. (37.)   | 2001  | Berlin        | Jahnsportpark              | wyniki    | Tomasz Gollob           | Henrik Gustafsson       | Nicki Pedersen          |
| 6. (100.)  | 2007  | Gelsenkirchen | Veltins-Arena              | wyniki    | Andreas Jonsson         | Greg Hancock            | Jason Crump             |
| 7. (111.)  | 2008  | Gelsenkirchen | Veltins-Arena              | wyniki    | zawody zostały odwołane | zawody zostały odwołane | zawody zostały odwołane |
| 7. (200.)  | 2016  | Teterow       | Bergring Arena             | wyniki    | Jason Doyle             | Bartosz Zmarzlik        | Greg Hancock            |
| 8. (212.)  | 2017  | Teterow       | Bergring Arena             | wyniki    | Matej Žagar             | Martin Vaculík          | Jason Doyle             |
| 9. (224.)  | 2018  | Teterow       | Bergring Arena             | wyniki    | Tai Woffinden           | Jason Doyle             | Bartosz Zmarzlik        |
| 10. (232.) | 2019  | Teterow       | Bergring Arena             | wyniki    | Maciej Janowski         | Bartosz Zmarzlik        | Matej Žagar             |
| 11. (258.) | 2022  | Teterow       | Bergring Arena             | wyniki    | Patryk Dudek            | Bartosz Zmarzlik        | Fredrik Lindgren        |
| 12. (268.) | 2023  | Teterow       | Bergring Arena             | wyniki    | Bartosz Zmarzlik        | Jason Doyle             | Jack Holder             |
| 13. (277.) | 2024  | Landshut      | Speedwaystadion Ellermühle | wyniki    | Mikkel Michelsen        | Bartosz Zmarzlik        | Jack Holder             |
| 14. (286.) | 2025  | Landshut      | Speedwaystadion Ellermühle | wyniki    | Bartosz Zmarzlik        | Daniel Bewley           | Andžejs Ļebedevs        |

## Najwięcej razy w finale Grand Prix Niemiec
| Miejsce | Imię i nazwisko        | 1. miejsce | 2. miejsce | 3. miejsce | 4. miejsce | Razem |
| ------- | ---------------------- | ---------- | ---------- | ---------- | ---------- | ----- |
| 1.      | Bartosz Zmarzlik       | 2          | 4          | 1          | 0          | 7     |
| 2.      | Hans Nielsen           | 2          | 1          | 0          | 0          | 3     |
| 3.      | Jason Doyle            | 1          | 2          | 1          | 0          | 4     |
| 4.      | Matej Žagar            | 1          | 0          | 1          | 0          | 2     |
| 5.      | Tony Rickardsson       | 1          | 0          | 0          | 2          | 3     |
| 6.      | Tomasz Gollob          | 1          | 0          | 0          | 1          | 2     |
| 7.      | Tommy Knudsen          | 1          | 0          | 0          | 0          | 1     |
| 7.      | Andreas Jonsson        | 1          | 0          | 0          | 0          | 1     |
| 7.      | Tai Woffinden          | 1          | 0          | 0          | 0          | 1     |
| 7.      | Maciej Janowski        | 1          | 0          | 0          | 0          | 1     |
| 7.      | Patryk Dudek           | 1          | 0          | 0          | 0          | 1     |
| 7.      | Mikkel Michelsen       | 1          | 0          | 0          | 0          | 1     |
| 13.     | Greg Hancock           | 0          | 1          | 2          | 1          | 4     |
| 14.     | Henrik Gustafsson      | 0          | 1          | 1          | 0          | 2     |
| 15.     | Peter Karlsson         | 0          | 1          | 0          | 0          | 1     |
| 15.     | Brian Andersen         | 0          | 1          | 0          | 0          | 1     |
| 15.     | Jimmy Nilsen           | 0          | 1          | 0          | 0          | 1     |
| 15.     | Martin Vaculík         | 0          | 1          | 0          | 0          | 1     |
| 15.     | Daniel Bewley          | 0          | 1          | 0          | 0          | 1     |
| 20.     | Billy Hamill           | 0          | 0          | 2          | 1          | 3     |
| 21.     | Jack Holder            | 0          | 0          | 2          | 0          | 2     |
| 22.     | Nicki Pedersen         | 0          | 0          | 1          | 0          | 1     |
| 22.     | Jason Crump            | 0          | 0          | 1          | 0          | 1     |
| 22.     | Fredrik Lindgren       | 0          | 0          | 1          | 0          | 1     |
| 22.     | Andžejs Ļebedevs       | 0          | 0          | 1          | 0          | 1     |
| 26.     | Niels Kristian Iversen | 0          | 0          | 0          | 2          | 2     |
| 27.     | Gerd Riss              | 0          | 0          | 0          | 1          | 1     |
| 27.     | Leigh Adams            | 0          | 0          | 0          | 1          | 1     |
| 27.     | Chris Holder           | 0          | 0          | 0          | 1          | 1     |
| 27.     | Robert Lambert         | 0          | 0          | 0          | 1          | 1     |
| 27.     | Kim Nilsson            | 0          | 0          | 0          | 1          | 1     |
| 27.     | Dominik Kubera         | 0          | 0          | 0          | 1          | 1     |
| 27.     | Brady Kurtz            | 0          | 0          | 0          | 1          | 1     |